# Aphelinus jucundus
Aphelinus jucundus är en stekelart som beskrevs av Charles Joseph Gahan 1924. Aphelinus jucundus ingår i släktet Aphelinus och familjen växtlussteklar. Inga underarter finns listade i Catalogue of Life.